# Campeonato Mundial de Atletismo de 2022 - Salto em altura masculino
A competição do salto em altura masculino no Campeonato Mundial de Atletismo de 2022 foi realizada no estádio Hayward Field, em Eugene, nos Estados Unidos, entre os dias 15 a 18 de julho de 2022.

## Recordes
Antes da competição, os recordes eram os seguintes:
| Recorde mundial                               | Javier Sotomayor (CUB)   | 2.45 | Salamanca, Espanha        | 27 de julho de 1993   |
| Recorde do campeonato                         | Bohdan Bondarenko (UKR)  | 2.41 | Moscou, Rússia            | 15 de agosto de 2013  |
| Recorde do ano                                | Ilya Ivanyuk             | 2.34 | Moscou, Rússia            | 7 de junho de 2022    |
| Recorde da África                             | Jacques Freitag (RSA)    | 2.38 | Oudtshoorn, África do Sul | 5 de março de 2005    |
| Recorde da Ásia                               | Mutaz Essa Barshim (QAT) | 2.43 | Bruxelas, Bélgica         | 5 de setembro de 2014 |
| Recorde da América do Norte, Central e Caribe | Javier Sotomayor (CUB)   | 2.45 | Salamanca, Espanha        | 27 de julho de 1993   |
| Recorde da América do Sul                     | Gilmar Mayo (COL)        | 2.33 | Pereira, Colômbia         | 17 de outubro de 1994 |
| Recorde da Europa                             | Patrik Sjöberg (SWE)     | 2.42 | Estocolmo, Suécia         | 30 de junho de 1987   |
| Recorde da Europa                             | Bohdan Bondarenko (UKR)  | 2.42 | Nova York, Estados Unidos | 14 de junho de 2014   |
| Recorde da Oceania                            | Tim Forsyth (AUS)        | 2.36 | Melbourne, Austrália      | 2 de março de 1997    |
| Recorde da Oceania                            | Brandon Starc (AUS)      | 2.36 | Eberstadt, Alemanha       | 26 de agosto de 2018  |

Os seguintes recordes mundiais ou olímpicos foram estabelecidos durante esta competição:
| Data        | Evento | Atleta                   | Altura | Notas               |
| ----------- | ------ | ------------------------ | ------ | ------------------- |
| 18 de julho | Final  | Mutaz Essa Barshim (QAT) | 2.37 m | Melhor marca do ano |

## Medalhistas
| Ouro                     | Prata                | Bronze                 |
| Mutaz Essa Barshim (QAT) | Woo Sang-hyeok (KOR) | Andriy Protsenko (UKR) |

## Tempo de qualificação
| Tempo de qualificação |
| --------------------- |
| 2.33 m                |

## Calendário
| Data        | Horário | Fase         |
| ----------- | ------- | ------------ |
| 15 de julho | 10:10   | Qualificação |
| 18 de julho | 17:45   | Final        |

Todos os horários estão no horário local (UTC-7)

## Resultados

### Qualificação
Qualificação: 2,30 m (Q) ou as 12 melhores performances (q). 
| Pos. | Grupo | Atleta                | Nacionalidade  | 2.17 | 2.21 | 2.25 | 2.28 | 2.30 | Marca | Notas |
| ---- | ----- | --------------------- | -------------- | ---- | ---- | ---- | ---- | ---- | ----- | ----- |
| 1    | A     | Woo Sang-hyeok        | Coreia do Sul  | o    | o    | o    | o    |      | 2.28  | q     |
| 1    | A     | Django Lovett         | Canadá         | o    | o    | o    | o    |      | 2.28  | q, =  |
| 1    | A     | Andriy Protsenko      | Ucrânia        | o    | o    | o    | o    |      | 2.28  | q     |
| 1    | A     | Mutaz Essa Barshim    | Catar          | o    | –    | o    | o    |      | 2.28  | q     |
| 5    | B     | Luis Enrique Zayas    | Cuba           | o    | xo   | o    | o    |      | 2.28  | q     |
| 6    | A     | Tomohiro Shinno       | Japão          | o    | xo   | xo   | o    |      | 2.28  | q     |
| 7    | B     | JuVaughn Harrison     | Estados Unidos | o    | o    | o    | xo   |      | 2.28  | q     |
| 8    | B     | Yonathan Kapitolnik   | Israel         | o    | xo   | o    | xo   |      | 2.28  | q     |
| 9    | A     | Shelby McEwen         | Estados Unidos | o    | o    | o    | xxo  |      | 2.28  | q     |
| 9    | B     | Joel Baden            | Austrália      | o    | o    | o    | xxo  |      | 2.28  | q,    |
| 11   | B     | Gianmarco Tamberi     | Itália         | o    | o    | xxo  | xxo  |      | 2.28  | q     |
| 12   | B     | Edgar Rivera          | México         | o    | o    | o    | xxx  |      | 2.25  | q     |
| 12   | B     | Mateusz Przybylko     | Alemanha       | o    | o    | o    | xxx  |      | 2.25  | q     |
| 14   | B     | Hamish Kerr           | Nova Zelândia  | o    | xo   | o    | xxx  |      | 2.25  |       |
| 15   | B     | Oleh Doroshchuk       | Ucrânia        | o    | o    | xo   | xxx  |      | 2.25  |       |
| 16   | A     | Marco Fassinotti      | Itália         | xo   | xo   | xo   | xxx  |      | 2.25  |       |
| 17   | A     | Thomas Carmoy         | Bélgica        | o    | xo   | xxo  | xxx  |      | 2.25  |       |
| 18   | B     | Thiago Moura          | Brasil         | o    | xxo  | xxo  | xxx  |      | 2.25  |       |
| 19   | A     | Tobias Potye          | Alemanha       | o    | o    | xxx  |      |      | 2.21  |       |
| 19   | B     | Ryoichi Akamatsu      | Japão          | o    | o    | xxx  |      |      | 2.21  |       |
| 21   | A     | Carlos Layoy          | Argentina      | o    | xo   | xxx  |      |      | 2.21  | =     |
| 22   | A     | Loïc Gasch            | Suíça          | xo   | xo   | xxx  |      |      | 2.21  |       |
| 23   | B     | Donald Thomas         | Bahamas        | o    | xxo  | xxx  |      |      | 2.21  |       |
| 23   | B     | Joel Clarke-Khan      | Grã-Bretanha   | o    | xxo  | xxx  |      |      | 2.21  |       |
| 25   | B     | Darius Carbin         | Estados Unidos | o    | xxx  |      |      |      | 2.17  |       |
| 26   | A     | Yual Reath            | Austrália      | xxo  | xxx  |      |      |      | 2.17  |       |
| 27   | A     | Nauraj Singh Randhawa | Malásia        | xxx  |      |      |      |      | NM    |       |
| 28   | A     | Norbert Kobielski     | Polónia        | xr   |      |      |      |      | NM    |       |
| 29   | A     | Majd Eddin Ghazal     | Síria          |      |      |      |      |      |       | DNS   |

### Final
A final ocorreu dia 18 de julho às 17:45. 
| Pos.              | Atleta              | Nacionalidade  | 2.19 | 2.24 | 2.27 | 2.30 | 2.33 | 2.35 | 2.37 | 2.39 | 2.42 | Marca | Notas                |
| ----------------- | ------------------- | -------------- | ---- | ---- | ---- | ---- | ---- | ---- | ---- | ---- | ---- | ----- | -------------------- |
| Medalha de ouro   | Mutaz Essa Barshim  | Catar          | –    | o    | o    | o    | o    | o    | o    | –    | x    | 2.37  | Melhor marca do ano  |
| Medalha de prata  | Woo Sang-hyeok      | Coreia do Sul  | o    | o    | o    | o    | xxo  | xo   | x-   | xx   |      | 2.35  | =                    |
| Medalha de bronze | Andriy Protsenko    | Ucrânia        | xo   | o    | xxo  | o    | o    | xx-  | x    |      |      | 2.33  | Recorde da temporada |
| 4                 | Gianmarco Tamberi   | Itália         | o    | o    | o    | xxo  | xo   | xxx  |      |      |      | 2.33  | Recorde da temporada |
| 5                 | Shelby McEwen       | Estados Unidos | o    | o    | o    | o    | xx-  | x    |      |      |      | 2.30  |                      |
| 6                 | Django Lovett       | Canadá         | o    | o    | o    | xxx  |      |      |      |      |      | 2.27  |                      |
| 6                 | Luis Enrique Zayas  | Cuba           | o    | o    | o    | xxx  |      |      |      |      |      | 2.27  |                      |
| 8                 | Tomohiro Shinno     | Japão          | xo   | xo   | o    | xxx  |      |      |      |      |      | 2.27  |                      |
| 9                 | JuVaughn Harrison   | Estados Unidos | o    | o    | xxo  | xxx  |      |      |      |      |      | 2.27  |                      |
| 10                | Joel Baden          | Austrália      | o    | xo   | xo   | xxx  |      |      |      |      |      | 2.27  |                      |
| 11                | Yonathan Kapitolnik | Israel         | o    | o    | xxx  |      |      |      |      |      |      | 2.24  |                      |
| 12                | Mateusz Przybylko   | Alemanha       | o    | xxo  | xxx  |      |      |      |      |      |      | 2.24  |                      |
| 13                | Edgar Rivera        | México         | xo   | xxx  |      |      |      |      |      |      |      | 2.19  |                      |

Legenda
| Recorde mundial       | Recorde mundial (World record)               |                       | Recorde africano                      | Recorde africano (African) |                                           | Q | Classificado por posição (Qualified) |
| Recorde do campeonato | Recorde do campeonato (Championship record)  | Recorde da América    | Recorde da América (Americas)         | q                          | Classificado por melhor tempo (Qualified) |   |                                      |
| Melhor marca do ano   | Melhor marca do ano (World leading)          | Recorde asiático      | Recorde asiático (Asian)              | DNS                        | Não largou (Did not start)                |   |                                      |
| Recorde nacional      | Recorde nacional (National record)           | Recorde europeu       | Recorde europeu (European)            | DNF                        | Não terminou (Did not finish)             |   |                                      |
| Recorde pessoal       | Recorde pessoal do atleta (Personal best)    | Recorde da Oceania    | Recorde da Oceania (Oceania)          | DSQ / DQ                   | Desclassificado (Disqualified)            |   |                                      |
| Recorde da temporada  | Recorde da temporada do atleta (Season best) | Recorde sul-americano | Recorde sul-americano (South America) | NM                         | Sem marca (No mark)                       |   |                                      |